# Francis Henry Medcalf

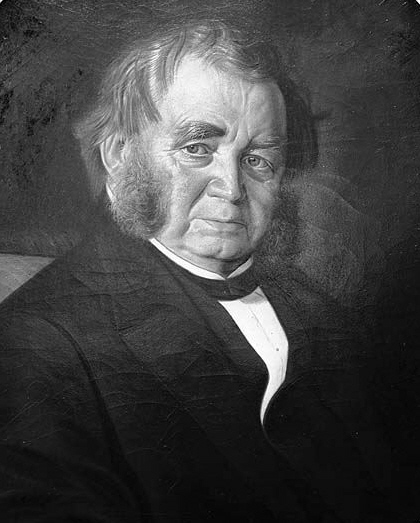
Gemälde von Francis Henry Medcalf

Francis Henry Medcalf (* 10. Mai 1803 in Delgany; † 26. März 1880 in Toronto) war der 16. Bürgermeister Torontos. Seine erste Amtsperiode dauerte von 1864 bis 1866, die zweite von 1874 bis 1875.
Der in Irland geborene Francis Henry Medcalf siedelte 1819 mit seinen Eltern nach Oberkanada um. Um 1823 zog er nach Philadelphia um, wo er als Hufschmied und Maschinenschlosser arbeitete. 1839 kehrte er nach Oberkanada zurück und lebte in Toronto. 1843 eröffnete er als Schmied und Schlosser ein eigenes Geschäft und spezialisierte sich 1847 auf landwirtschaftliche Werkzeuge, Geräte und schwere dampfbetriebene Maschinen.
Medcalf war Mitglied des Oranier-Ordens und mehrfach Meister der Lodge 275 für Toronto und Westkanada. 1860 bewarb sich Medcalf erstmals um ein öffentliches Amt und wurde Ratsherr. Weitere Male wurde er 1863 und von 1867 bis 1871 zum Stadtrat gewählt. Sein Engagement für die Lodge verhalf ihm 1864 zum Bürgermeisteramt, ein Jahr später mit großer Mehrheit. 1866 musste Medcalf von einem übereilten Blutvergießen am Saint Patrick’s Day zurückgehalten werden, als eine Konfrontation mit den radikalen Fenians drohte. In den Jahren von 1867 bis 1873 wurde der Bürgermeister vom Stadtrat berufen. In dieser Zeit hatte Toronto vier Bürgermeister. Erst als das System 1874 endgültig wieder auf die Wahl durch die Bevölkerung umgestellt wurde, erhielt Francis Henry Medcalf erneut die Mehrheit und wurde ein zweites Mal Bürgermeister von Toronto.
Francis Henry Medcalf war seit 1831 mit Mary Harrison aus Philadelphia verheiratet und hatte sechs Kinder.